# Caristios
Los caristios  fueron un pueblo prerromano establecido en el norte de la península ibérica, en tierras de las actuales provincias de Vizcaya y Álava, en la parte occidental del País Vasco, España. El primero en mencionar a los caristios fue Plinio el Viejo, que los llamó carietes y los vinculaba a los veneses. Más completas son las noticias proporcionadas por Claudio Ptolomeo en el siglo II d. C. (II, 6, 52, 54 y 64), que no mencionaba ya a los veneses y localizaba a los caristios al oriente de los autrigones y al occidente de los várdulos, en el río Deva, llegando hasta la costa, además de citar algunas de las civitates que les pertenecían. El río Ebro los separaba: "Entre el río Ibero y parte de Pirineo al oriente de los  autrigones están los caristios por medio de ellos (de autrigones y caristios) pasa dicho río..".  A estos escasos y tardíos testimonios literarios cabe agregar, para el conocimiento de estos pueblos protohistóricos, la información que proporcionan algunos documentos arqueológicos, aunque desigualmente repartidos por el territorio ocupado por los caristios, con mayor densidad en Álava. Su historia, al parecer, había concluido ya en el siglo V, cuando el cronista Hydacio, informando de los saqueos llevados a cabo en aquellas tierras por los hérulos, hablaba de los crueles daños causados en los parajes marítimos de la Cantabria y de la Vardulía, sin mencionar ya a los caristios.
Los estudios históricos sobre los caristios y sus vecinos autrigones, várdulos y vascones, arrancan en el siglo XVIII con los trabajos de Manuel de Larramendi, que englobaba a todos esos pueblos como cántabros, con una concepción muy amplia de estos. Una segunda corriente historiográfica, representada por Bosch Gimpera ya en el siglo XX, reúne a caristios, autrigones y várdulos junto con los vascones propiamente considerados en el grupo de los vascones. Finalmente, una tercera y más reciente corriente historiográfica, formulada por Martín Almagro Gorbea y otros, basándose en fuentes arqueológicas y lingüísticas, sitúa a caristios, várdulos y autrigones en la órbita de lo indoeuropeo y las lenguas célticas, localizando el territorio originario del protoeuskera en los Pirineos occidentales, con especial presencia al norte, en la Aquitania.

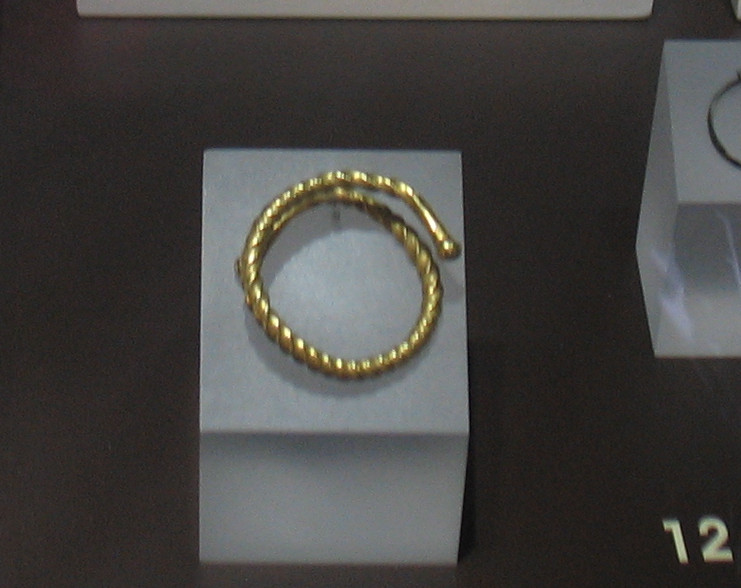
Pequeña joya de oro, en forma de torque excavación del castro de Peñas de Oro. (Álava).

## Filiación étnica
No hay constancia de inscripción alguna en lengua caristia, salvo topónimos y antropónimos, y los historiadores antiguos no hicieron mención alguna a la filiación étnica de los caristios, salvo su proximidad a los veneses, por lo que los únicos indicios para determinar la familia lingüística a la que pertenecieron son los proporcionados por la toponimia antigua y actual, así como por los antropónimos antiguos. En este sentido, y para una época más tardía, al estudiar la lengua hablada en los comienzos de la Edad Media en el actual País Vasco, José María Lacarra escribía en 1956:

al historiar la Edad Media del País Vasco nos asalta constantemente la preocupación de estar reconstruyendo el pasado de un pueblo que se expresa por escrito en un idioma que no es el que habla, y que el suyo se le escapa a través de los documentos [...] antes de estas fechas [el siglo XII] puede decirse que no hay más que toponimia y antroponimia [...] una toponimia, eso sí, característica y distinta de la del territorio que rodea a los vascos; pero con todo no sería una prueba segura de que la gente que vivía en aquel territorio hablaba todavía una lengua diferente.

### Topónimos antiguos
Dada la ausencia de testimonios escritos en vasco de época antigua y la carencia de noticias referidas a la lengua hablada por los caristios y sus vecinos vascones, várdulos y autrigones, la toponimia antigua, tal como la transmiten escritores griegos y romanos, constituye la única vía de aproximación al conocimiento de la situación lingüística en época prerromana. La presencia de topónimos de raíz indoeuropea, comunes a otras regiones peninsulares, queda bien atestiguada. El propio etnónimo caristios tendría este origen, lo mismo que vennenses y quizá Veleia y Tullica, civitates de la zona caristia. En conjunto, de los 75 topónimos antiguos conservados, 55 pueden entenderse desde una raíz indoeuropea no celta, 18 de ellos de estrato meridional, a los que habría que agregar los topónimos celtas, como Deva y Suestatium en zona caristia.
Muy significativo es el caso de la hidronimia. Las fuentes griegas y romanas transmiten el nombre de seis ríos situados en el actual territorio del País Vasco: Deva, Menosca, Nerva, Sauga, Saunium y Uria. Cinco de ellos son de raíz indoeuropea y solo uno, Uria, podría interpretarse desde la raíz euskera ur-, «agua», aunque con el mismo nombre hay otros ríos en diversos lugares de España y de Europa.

### Antropónimos
Los restos epigráficos de época romana conservados en el territorio del actual País Vasco proporcionan antropónimos indígenas, romanos y en muy pequeño número también griegos. En cuanto a los primeros, 32, en algunos casos de difícil lectura o con dos formas distintas de expresarse, son todos de raíz indoeuropea, ampliamente localizados en otros puntos de Hispania, excepto Beltesonis, antropónimo de naturaleza vasco-aquitana, al que únicamente cabría añadir en el territorio caristio el supuesto antropónimo Illun o Illuna, en Álava, según la conjetura de Joaquín Gorrochategui a partir de una inscripción en la que se lee [---]una.
Esta abundancia de topónimos y antropónimos indoeuropeos, explicada por Gorrochategui como resultado de la entrada de hablantes galos y celtibéricos «hasta las entrañas del territorio vasco, dejando sus topónimos a la posteridad, como los celtas del río Deva o del valle de Ulzama (Uxama)», se explicaría mejor, en opinión de Martín Almagro Gorbea y otros, por las raíces celtas o incluso preceltas de estos pueblos, con la presencia de un sustrato de clara estirpe indoeuropea, remontándose en su origen al megalitismo y la Edad del Bronce. Enterramientos colectivos de tipo dolmen y la irrupción del vaso campaniforme en el Calcolítico, muy bien representado en el País Vasco, con los cambios sociales asociados y la sustitución de los enterramientos colectivos por los individuales, evidencian esos contactos con otros pueblos europeos —y no necesariamente invasiones— en un proceso común al recorrido por los restantes pueblos peninsulares.

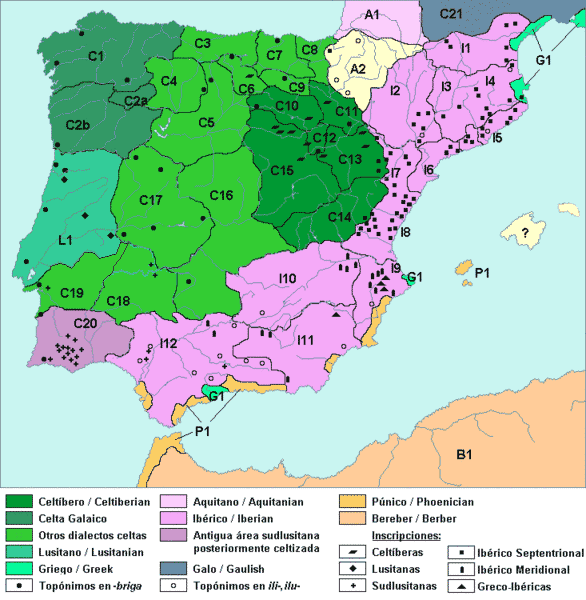
Familias lingüísticas de la península ibérica antes de la romanización
C1: Galaicos / C2b: Brácaros / C3: Cántabros / C4: Astures / C5: Vacceos / C6: Turmogos / C7: Autrigones-Caristios / C8: Várdulos / C9: Berones / C10: Pelendones / C11: Belos / C12: Lusones / C13: Titos / C14: Olcades / C15: Arévacos / C16: Carpetanos / C17: Vetones / C18-C19: Célticos / C20: Conios / L1: Lusitanos / I1: Ceretanos / I2: Ilergetes / I3: Lacetanos / I4: Indigetes / I5: Layetanos / I6: Ilercavones / I7: Sedetanos / I8: Edetanos / I9: Contestanos / I10: Oretanos / I11: Bastetanos / I12: Turdetanos / G21: Galos / G1: Griegos / P1: Fenicios/Cartagineses / B1: Bereberes.